# 12 Brygada Artylerii (II RP)
12 Brygada Artylerii – związek taktyczny artylerii Wojska Polskiego okresu II Rzeczypospolitej.
Utworzona na bazie 2 pułku artylerii polowej i części 1 pułku artylerii ciężkiej.
Brygada artylerii II RP miała w swym składzie przeciętnie ok. 40 oficerów, 950 szeregowych obsługi działowej, łączności i karabinów maszynowych. Była uzbrojona w ok. 30 dział polowych 75 mm, ok. 8 dział 105 mm, ok. 30 karabinów maszynowych i ok. 1000 karabinów.
Na dzień 1 maja 1920 dysponowała 34 działami polowymi i 4 działami ciężkimi.
Tabor brygady liczył ok. 230 wozów i ok. 20 kuchni polowych.

## Skład pod koniec 1919
- 12 pułk artylerii polowej w składzie 9 baterii
- 9 bateria 9 pułku artylerii polowej
- I dywizjon 12 pułku artylerii ciężkiej w składzie 1 baterii (2 i 3 bateria w 14 DP)